# Dean Smith (fotbalista)
Dean Smith (* 19. března 1971 West Bromwich) je anglický profesionální fotbalový trenér a bývalý fotbalový obránce.

## Klubová kariéra
Svou hráčskou kariéru začal v anglickém Walsallu v roce 1989, kde během pěti let odehrál 166 soutěžních zápasů. Tři roky po přestupu do Herefordu United v roce 1994, kde odehrál 146 zápasů, přešel do Leytonu Orient. Za šest let v dresu Leytonu nastoupil do 309 utkání a poté se přesunul do Sheffieldu Wednesday v roce 2003. Po jedné sezóně pak odešel do Port Vale, kde v lednu 2005 ukončil svoji profesionální hráčskou kariéru. V 566 ligových zápasech vstřelil 54 branek během jeho 16leté kariéry v Anglii.

## Trenérská kariéra
Od lednu 2009 působil jako asistent manažera Leytonu Orient. V červenci 2009 se stal vedoucím akademii ve Walsallu, kde v lednu 2011 převzal A-tým po Chrisu Hutchingsovi. S Walsallem se dostal do finále EFL Trophy v roce 2015. V listopadu 2015 odešel do Brentford, kde se stal hlavním trenérem. V říjnu 2018 byl jmenován manažerem Aston Villy. Vytáhl tým v z 14. místa v EFL Championship k postupu do Premier League přes play-off v sezóně 2018/19. Mezi jeho další úspěch v Aston Ville patří postup do finále EFL Cupu v roce 2020.

## Statistiky

### Hráčské
| Klub                | Sezóna  | Liga            | Liga | Liga  | FA Cup | FA Cup | Ostatní | Ostatní | Celkem | Celkem |
| Klub                | Sezóna  | Liga            | Apps | Goals | Apps   | Goals  | Apps    | Goals   | Apps   | Goals  |
| ------------------- | ------- | --------------- | ---- | ----- | ------ | ------ | ------- | ------- | ------ | ------ |
| Walsall             | 1988/89 | Second Division | 15   | 0     | 0      | 0      | 0       | 0       | 15     | 0      |
| Walsall             | 1989/90 | Third Division  | 7    | 0     | 1      | 0      | 0       | 0       | 8      | 0      |
| Walsall             | 1990/91 | Fourth Division | 33   | 0     | 2      | 0      | 5       | 0       | 40     | 0      |
| Walsall             | 1991/92 | Fourth Division | 9    | 0     | 0      | 0      | 2       | 0       | 11     | 0      |
| Walsall             | 1992/93 | Third Division  | 42   | 1     | 0      | 0      | 9       | 0       | 51     | 1      |
| Walsall             | 1993/94 | Third Division  | 36   | 1     | 1      | 0      | 4       | 0       | 41     | 1      |
| Walsall             | Celkem  | Celkem          | 142  | 2     | 4      | 0      | 20      | 0       | 166    | 2      |
| Hereford United     | 1994/95 | Third Division  | 35   | 3     | 2      | 0      | 8       | 1       | 45     | 4      |
| Hereford United     | 1995/96 | Third Division  | 40   | 8     | 4      | 0      | 9       | 4       | 53     | 12     |
| Hereford United     | 1996/97 | Third Division  | 42   | 8     | 1      | 0      | 5       | 2       | 48     | 10     |
| Hereford United     | Celkem  | Celkem          | 117  | 19    | 7      | 0      | 22      | 7       | 149    | 26     |
| Leyton Orient       | 1997/98 | Third Division  | 43   | 9     | 2      | 1      | 6       | 0       | 51     | 10     |
| Leyton Orient       | 1998/99 | Third Division  | 37   | 9     | 5      | 1      | 7       | 0       | 49     | 10     |
| Leyton Orient       | 1999/00 | Third Division  | 44   | 4     | 2      | 1      | 4       | 0       | 50     | 5      |
| Leyton Orient       | 2000/01 | Third Division  | 43   | 5     | 4      | 0      | 7       | 0       | 54     | 5      |
| Leyton Orient       | 2001/02 | Third Division  | 45   | 2     | 4      | 1      | 2       | 1       | 51     | 4      |
| Leyton Orient       | 2002/03 | Third Division  | 27   | 3     | 2      | 0      | 4       | 0       | 33     | 3      |
| Leyton Orient       | Celkem  | Celkem          | 239  | 32    | 19     | 4      | 30      | 1       | 288    | 37     |
| Sheffield Wednesday | 2002/03 | First Division  | 14   | 0     | 0      | 0      | 0       | 0       | 14     | 0      |
| Sheffield Wednesday | 2003/04 | Second Division | 41   | 1     | 2      | 0      | 5       | 0       | 48     | 1      |
| Sheffield Wednesday | Celkem  | Celkem          | 55   | 1     | 2      | 0      | 5       | 0       | 62     | 1      |
| Port Vale           | 2004/05 | League One      | 13   | 0     | 0      | 0      | 2       | 1       | 15     | 1      |
| Celkem              | Celkem  | Celkem          | 566  | 54    | 32     | 4      | 79      | 9       | 677    | 67     |

### Trenérské
K 9. listopadu 2021
| Klub         | Od                 | Do                 | Statistiky | Statistiky | Statistiky | Statistiky | Statistiky |
| Klub         | Od                 | Do                 | Zápasy     | Výhry      | Remízy     | Prohry     | Výhry %    |
| ------------ | ------------------ | ------------------ | ---------- | ---------- | ---------- | ---------- | ---------- |
| Walsall      | 4. ledna 2011      | 30. listopadu 2015 | 260        | 84         | 96         | 80         | 32,31      |
| Brentford    | 30. listopadu 2015 | 10. října 2018     | 143        | 57         | 35         | 51         | 39,89      |
| Aston Villa  | 10. října 2018     | 7. listopadu 2021  | 139        | 55         | 28         | 56         | 39,57      |
| Norwich City | 15. listopadu 2021 | 27. prosince 2022  |            |            |            |            |            |
| Celkem       | Celkem             | Celkem             | 542        | 196        | 159        | 187        | 36,16      |